# Stara straža
Stara straža jest spomenik prirode smješten četiri kilometra od Knina.

## Opis
Nalazi se 4 kilometra sjeverozapadno od središta Knina u smjeru Zagreba. Zaštićen je spomenik kulture od 1961. godine površine 1,17 hektara. Ima jako velik geološki značaj zbog svojih bora koje su jasno vidljive i pokazuju valovito savijene stijene Zemljine kore. Profili su slojevi vidno jurske i kredne starosti visine pet metara i dužine trideset metara Zemljine kore. Profil na kojem su dobro razvijeni i izraženi slojevi jurske i kredne starosti dug je oko 30, a visok oko 5 metara. Lokacija je važna i karakteristična zbog mineraloških, petrografskih,   sedimentnih i paleontoloških profila. Slojevi su jako krhki pa je zabranjeno izvoditi bilo kakve radove ili vađenje kamena. Lokalitet je pogodan za učenje geoloških pojmova i strukturnih elemenata u stijenama. U slojevima malmskim vidi se koralj roda Cladocoropsis.